# Nicolae Cornățeanu
Nicolae Cornățeanu (n. 22 februarie 1899, Șocarici, județul Ialomița – d. 23 octombrie 1977, București) a fost un inginer agronom, economist agrar, profesor universitar, doctor în științe agricole și un longeviv ministru al Agriculturii în perioada interbelică. Este considerat unul dintre fondatorii economiei agrare și ai contabilității agricole moderne în România.

## Biografie

### Copilărie și educație
Nicolae Cornățeanu s-a născut în satul Șocarici, județul Ialomița. A urmat liceul la Tulcea și a absolvit în 1923 Școala Superioară de Agricultură de la Herăstrău, ca șef de promoție. A beneficiat de burse guvernamentale în Viena (Hochschule für Bodenkultur), la Politehnica din Zürich și la Uniunea Plugarilor Elvețieni din Brugg, iar în 1926 a devenit doctor în științe agricole.

### Carieră profesională
În 1926 a fost numit conferențiar universitar, iar din 1929 a preluat conducerea Secției de Economie Rurală a ICAR. A contribuit la introducerea sistematică a cercetării în domeniile economiei agrare și contabilității agricole, publicând numeroase lucrări de specialitate.
A studiat în SUA cu bursă Rockefeller, la Universitatea Cornell și în statele Illinois, Kansas și Minnesota. A fost profesor universitar titular la Facultatea de Agricultură din București și membru al mai multor comisii științifice naționale.
A condus echipa de economiști în cercetările Institutului Social Român sub coordonarea sociologului Dimitrie Gusti (1929–1931). A desfășurat cercetări fundamentale privind structura gospodăriilor țărănești și rentabilitatea exploatațiilor agricole.

### Familie
Nu există informații disponibile în sursele consultate privind familia sa.

## Activitate științifică
Nicolae Cornățeanu a elaborat o viziune unitară asupra economiei agricole, pledând pentru raționalizarea agriculturii, extinderea mecanizării, introducerea contabilității agricole și înființarea obștilor de producție. A fost un susținător al specializării pe zone agricole naturale, al consolidării proprietății agricole și al cooperativelor rurale.
A fost autorul lucrărilor:
- Reforma agrară și gospodăria noastră agricolă (1930)
- Contabilitatea țărănească (1936)
- Criza agricolă și criza agrară (1937)
- Raționalizarea agriculturii române în cadrul noii economii agrare (1940)
- Tehnică și economie (1940)

După 1955, în colaborare cu INCDA Fundulea și Institutul de Cercetări Economice, a redactat sinteze importante:
- Bazele economice ale cercetării plantelor și asolementelor (1957)
- Bazele economice ale creșterii animalelor (1958)
- Posibilități pentru reducerea prețului de cost la creșterea vitelor (1958)

## Lucrări
- Muncă și creație în agricultura românească, București, 1927
- Agricultura și cooperația în Elveția, București, 1928
- Contabilitate simplă sau contabilitate dublă, București, 1928
- Problema datoriilor agricole, București, 1932
- Creșterea și rentabilitatea porcilor în România, București, 1935
- Cît costă 1 kg de grîu, București, 1936
- Importanța contabilității agricole, București, 1939

## Premii și recunoaștere
- Premiul Academiei Române (1915), pentru lucrarea Problemele noastre agrare
- Membru de onoare al Academiei de Științe Agricole și Silvice (1969)
- Colegiul Agricol din Tulcea îi poartă numele

## Recunoaștere internațională
- Bursier Rockefeller (1935–1937)
- Participare la al V-lea Congres Internațional al Învățământului Agricol Superior, Buenos Aires, 1930
- Membru al Federației Internaționale a Tehnicienilor Agronomi

## Contribuții suplimentare
A fost unul dintre cei mai prolifici publiciști agrari, cu peste 200 de articole și recenzii în revistele: Viața agricolă, Pagini agrare și sociale, Casa noastră. A pledat pentru educația economică a țăranului și modernizarea metodelor de exploatare agricolă în România.